# Eendracht Aalst
Der SC Eendracht Aalst ist ein belgischer Fußballverein in Aalst. Der Klub spielte lange Zeit in der höchsten belgischen Spielklasse.

## Geschichte
Eendracht Aalst gründete sich am 25. Juni 1919 unter dem Namen Eendracht Aalst Voetbal Club mit der Matrikelnummer 90, nachdem mehrere örtliche Fußballclubs im Zuge des Ersten Weltkrieges ihren Spielbetrieb einstellen mussten und angesichts teilweise nicht mehr ausreichender Mitgliederzahlen nach Kriegsende nicht wieder gegründet wurden. Vier Jahre später erfolgte die Umbenennung in Sport-Club Eendracht Aalst.
Anfangs spielte Eendracht Aalst in Ostflandern im Regionalbereich. 1932 stieg die Mannschaft erstmals in die dritte Liga auf, vier Jahre später folgte die Promotion in die Zweitklassigkeit. Auch hier etablierte sie sich schnell im vorderen Bereich und stieg bereits 1939 erstmals in die Erste Division auf. Aufgrund des Zweiten Weltkrieges kam der Spielbetrieb jedoch zum Erliegen. Daher dauerte es bis 1942, ehe die Mannschaft zu ihrem ersten Erstligaspiel antreten konnte. Überraschte der Klub im ersten Jahr noch mit dem Belegen des fünften Tabellenplatzes, spielte er in den folgenden Jahren hauptsächlich gegen den Abstieg. 1947 wurde die Anzahl der Mannschaften in der ersten Liga reduziert, so dass Eendracht als Drittletzter gemeinsam mit CS Vorst, White Star Woluwé, SK St. Niklaas und dem FC Brügge in die zweite Liga abstieg.
1951 erhielt der Klub einen neuen Namen, da ihm das Attribut „königlich“ verliehen wurde. Fortan trat die Mannschaft als Koninklijke SC Eendracht Aalst an. Der Erfolg blieb jedoch aus und die Mannschaft stieg in die dritte Liga ab. Hier spielte sie um den Wiederaufstieg, musste sich aber bis 1957 gedulden. Wiederum dauerte es nicht lange, bis der Klub um die Rückkehr in die erste Liga spielte. 1960 gewann die Mannschaft mit vier Punkten Vorsprung auf Patro Eisden die Zweitligameisterschaft und spielte wieder in der Ersten Division. Der Erstligaaufenthalt währte jedoch nur zwei Spielzeiten, ehe der Klub als Tabellenletzter wieder abstieg. Wiederum dauerte es anschließend nur kurze Zeit, bis auch der abermalige Abstieg in die Drittklassigkeit anstand.
1977 kehrte KSC Eendracht Aalst in die zweite Liga zurück. Zunächst im Mittelfeld der Liga platziert qualifizierte sich der Klub 1981 als Tabellendritter für die Aufstiegsrunde zur Ersten Division. Die abermalige Rückkehr in die Erstklassigkeit verpasste er jedoch als Zweiter hinter dem KV Mechelen. Nach erneuten Plätzen im mittleren Bereich zog der Klub 1986 sowie 1988 erneut in die Aufstiegsrunde ein, der Aufstieg wurde jedoch abermals verpasst. Erst 1991 war der Klub erfolgreich, stieg aber direkt als Tabellenletzter wieder ab.
1994 stieg Eendracht Aalst wieder in die Erste Division auf und erreichte als Aufsteiger den UEFA-Pokal. Hier scheiterte der Klub jedoch in der zweiten Runde am AS Rom mit 0:4 und 0:0. In den folgenden Jahren geriet der Klub jedoch zunehmend in Abstiegsgefahr. 2000 meldete sich der Klub jedoch kurzzeitig im vorderen Ligabereich zurück und beendete die Spielzeit letztlich als Tabellensiebter. In der Folge kämpfte der Verein jedoch mit finanziellen Problemen. Nach einigen Spielerverkäufen gelang im folgenden Jahr noch der Klassenerhalt, ehe 2002 als Tabellenvorletzter der abermalige Abstieg anstand. Daraufhin meldete der Klub Konkurs an.
Eendracht Aalst wurde in die dritte Liga durchgereicht und nach Abschluss des Konkursverfahrens als VC Eendracht Aalst 2002 wiedergegründet. 2012 fand die Umbenennung in Sportclub Eendracht Aalst statt und die Mannschaft tritt seither als SC Eendracht Aalst an.
2017/18 spielte man in der drittklassigen Eerste Amateurliga und belegte den 8. Platz.

## Trainer
| - László Fazekas (1986–1988, 1990–1992) - Barry Hulshoff (1998–2000) - Maurits De Schrijver (2005–2006) - Bart van Renterghem (2009–2013) - Chris Janssens (2013–2014) | - René Desaeyere (2014) - Regi Van Acker (2014–2015) - Dirk Geeraerd (2015–2016) - Tom De Cock (seit 2016) |